# Miltochrista pallida
Miltochrista pallida là một loài bướm đêm thuộc phân họ Arctiinae, họ Erebidae.